# I Saw the TV Glow
I Saw The TV Glow  (en español: Vi el brillo del televisor) es una película de terror dramático psicológico surrealista coming-of-age de arte estadounidense de 2024 escrita y dirigida por Jane Schoenbrun. Está protagonizada por Justice Smith y Jack Haven, con Ian Foreman, Helena Howard, Fred Durst y Danielle Deadwyler en papeles secundarios. La película sigue a dos jóvenes amigos con problemas cuya realidad comienza a empeorar cuando se cancela el programa de televisión que los unió. Emma Stone y Dave McCary son productores bajo su marca Fruit Tree.
A24 le dio un estreno limitado en los Estados Unidos el 3 de mayo de 2024, proyectándose en Nueva York y Los Ángeles, con un estreno amplio el 17 de mayo.

## Reparto
- Justice Smith como Owen
  - Ian Foreman como Owen joven
- Jack Haven como Maddy
- Helena Howard como Isabel
- Fred Durst como Frank
- Danielle Deadwyler como Brenda[2]
- Lindsey Jordan como Tara
- Amber Benson como Mamá de Johnny Link
- Conner O'Malley como Dave
- Emma Portner como Sr. Melancholy/Marco/Amanda/Payaso malvado
- Michael C. Maronna como Vecino #1
- Danny Tamberelli como Vecino #2

En la película aparecen como ellos mismos Phoebe Bridgers, Haley Dahl y su banda Sloppy Jane, así como Kristina Esfandiari y su banda King Woman.

## Producción
En octubre de 2021, se anunció que Jane Schoenbrun dirigiría la película, a partir de un guion que escribieron ellos, con Emma Stone como productora bajo su marca Fruit Tree, con A24 como productora, financiera y distribuidora. En agosto de 2022, se anunció Justice Smith, Jack Haven, Helena Howard, Danielle Deadwyler, Amber Benson, Ian Foreman, Michael Maronna, Conner O'Malley, Emma Portner, Danny Tamberelli, Phoebe Bridgers, Lindsey Jordan, Fred Durst, Haley Dahl, Jonathan Chacko y Kristina Esfandiari se habían sumado al elenco de la película.
La fotografía principal se llevó a cabo en Nueva Jersey de julio a agosto de 2022. El rodaje tuvo lugar en Verona High School, Cedar Grove High School y el parque de atracciones Keansburg. Otros lugares notables fueron el local de música The Saint y Camp Lewis.

## Música
La música original de la película fue compuesta por Alex G. La película cuenta con una banda sonora original que incluye canciones de Caroline Polachek, Sloppy Jane, Phoebe Bridgers, Kristina Esfandiari, Florist y yeule, entre otros. La banda sonora se lanzó el 10 de mayo de 2024.

## Estreno
I Saw the TV Glow se estrenó en la sección Midnight del Festival de Cine de Sundance 2024 el 18 de enero de 2024. También se proyectó en el 74.º Festival Internacional de Cine de Berlín en la sección Panorama el 20 de febrero de 2024 y en el South by Southwest el 10 de marzo de 2024. Se estrenó en cines limitados el 3 de mayo de 2024, antes de ampliarse el 17 de mayo.